# Chiesa di Santa Maria delle Grazie (Calascio)
La chiesa di Santa Maria delle Grazie, nota anche come chiesa di San Francesco, è un edificio religioso a Calascio, in provincia dell'Aquila.

## Storia

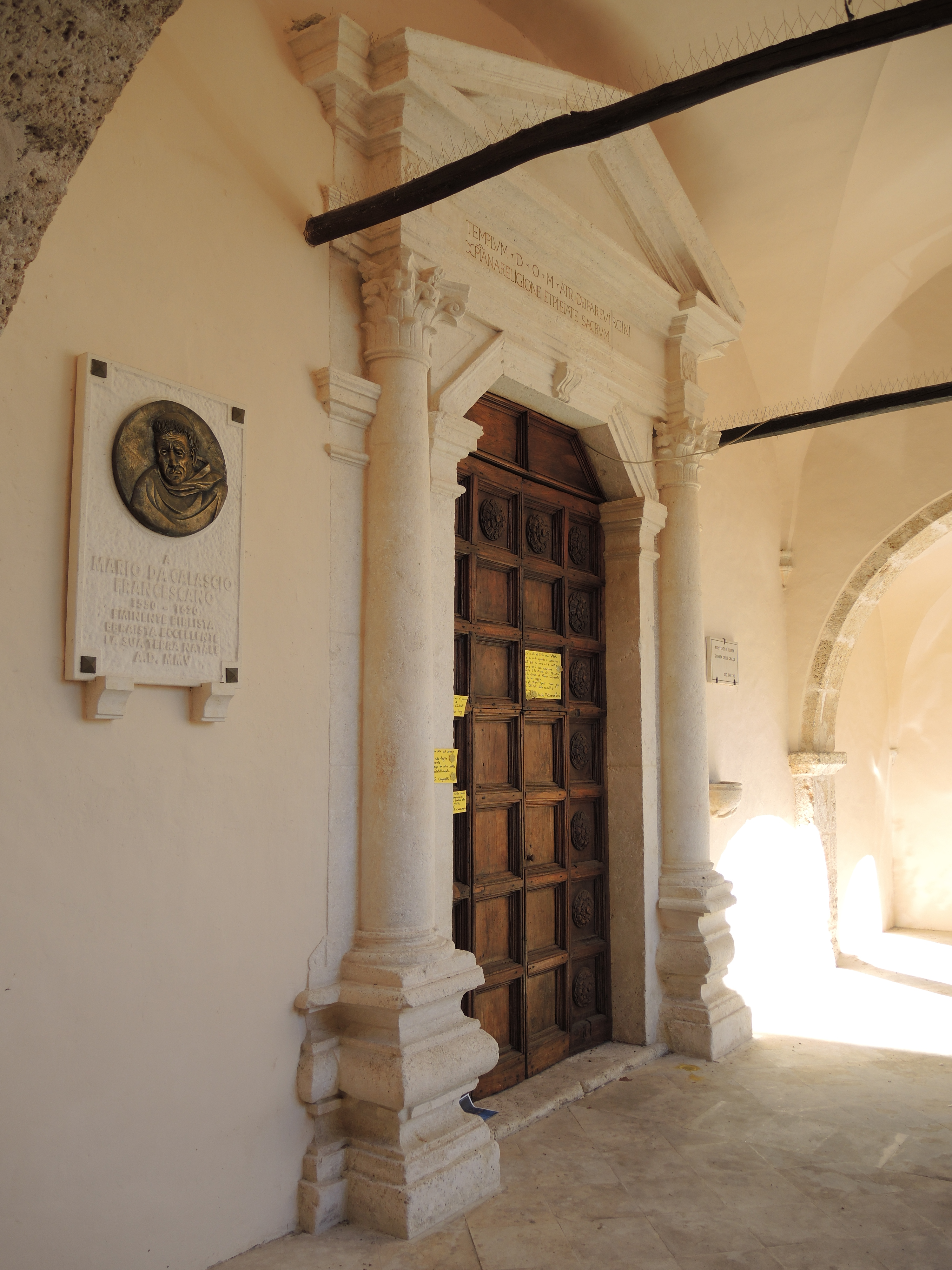
Portale della chiesa

Il complesso francescano, costituito dalla chiesa e dall'associato convento, è stato fondato nel 1594 da padre Mario da Calascio (1550-1620), confessore di papa Paolo V ed eminente biblista, grammatico e lessicografo francescano.
Padre Mario arricchì il convento di una biblioteca ricca di codici, incunaboli e cinquecentine, che vennero protette dai furti tramite una scomunica papale.
Attualmente la struttura viene utilizzata anche come sede congressuale.

## Architettura
La facciata della chiesa è caratterizzato da un portico con tre archi, dei quali quello centrale più ampio dei laterali, sopra il quale si trova il rosone affiancato da due finestre.
All'interno della chiesa si trovano un ciborio del XVII secolo, un candelabro in legno intagliato, una tela di Giulio Cesare Bedeschini che raffigura Francesco d'Assisi che dà il cordone monastico a Luigi IX di Francia, oltre ad una Madonna col Bambino in terracotta del XVI secolo.
Il chiostro del convento è su due piani con arcate sorrette da colonne ed un pozzo posto al centro del cortile. Anche il convento è ricco di altari lignei ed arredi barocchi.